# قسطنطين الأول ملك جورجيا
قسطنطين الأول (بالجورجية: კონსტანტინე I) (توفي عام 1412) كان ملكًا (ميبي) لجورجيا من عام 1405 أو 1407 حتى وفاته في عام 1412. وهو السلف المشترك لجميع الفروع الباقية من سلالة باغراتيوني.

## حياته المبكرة
قسطنطين هو ابن الملك باغرات الخامس ملك جورجيا من زوجته الثانية آنا من طرابزون. كان أجداده من جهة والدته هم ألكسيوس الثالث إمبراطور طرابزون وثيودورا كانتاكوزين.
في عام 1400، تم إرسال قسطنطين سفيراً إلى أمير الحرب التركي المغولي تيمور الذي واصل حرباً لا هوادة فيها ومدمرة ضد الجورجيين. وبعد ذلك، طالب عبثًا أخاه غير الشقيق الحاكم جورج السابع بعقد السلام مع تيمور. في عام 1402، خضع قسطنطين مع الأمير إيفان الأول جاكيلي من صامتسيخه لتيمور، لكنهما لم يشاركا أبدًا في الحرب ضد جورجيا.

## حكمه
نجح بعد وفاة جورج السابع كملك في عام 1407 وأطلق برنامجًا لاستعادة ما تم تدميره وتخريبه خلال غزوات تيمور.
وفي عام 1411، تحالف مع الشروانشاه إبراهيم الأول وحاكم شكي سيدي أحمد لمواجهة تقدم التركمان القره قويونلو إلى القوقاز. وفي معركة تشالاجان الحاسمة، هُزم الحلفاء وتم أسر قسطنطين وأخيه الغير شقيق ديفيد والشروانشاه إبراهيم. وفي الأسر تصرف بغطرسة فغضب الأمير التركماني قره يوسف وأمر بإعدامه هو وديفيد و300 من النبلاء الجورجيين. قام قره يوسف بقتل قسطنطين بيده.